# Богородице-Казанский монастырь (Коробейниково)
Богородице-Казанский монастырь — мужской монастырь Русской православной церкви в селе Коробейниково в Усть-Пристанском районе на Алтае.

## История

### Богородице-Казанский храм
Каменный храм в честь Казанской иконы Божией Матери в селе Коробейниково, до 1917 года называвшемся Усть-Каменный исток, был построен и освящен в 1910 (по другим данным, в 1902) году на средства городского купечества. Автором проекта стал архитектор Архип Александрович Борзенков, который также участвовал в строительстве Успенского собора в Бийске. Его мастерская также занималась росписью храма.
Храм был приписан к другой коробейниковской церкви — старой, деревянной на каменном фундаменте, однопрестольной, в честь Архистратига Божия Михаила, построенной в 1884 году.
17 мая 1941 Казанская церковь была закрыта. По некоторым данным, её закрытие могло произойти и 14 февраля 1933 года по постановлению Западно-Сибирского крайисполкома, или 1938 году. В закрытом храме было оборудовано зернохранилище. К 1994 году храм был восстановлен.

#### Казанская-Коробейниковская икона
Казанская-Коробейниковская икона — единственная чудотворная икона Сибири. Главная икона храма могла быть написана в мастерской Борзенкова. После закрытия она использовалась для хозяйственных целей: служила мостиком при входе в здание храма. Икону, согласно преданию, нашла и сохранила слепая сельчанка Ольга Гавриловна Перегудова (по другим сведениям — Чернавская) по прозвищу Олюшка Темная. Богоматерь якобы трижды являлась ей во сне с просьбой спасти икону, после чего её соседка и племянница выкрали икону из зернохранилища. После того, как образ начали очищать, из глаз Богородицы якобы потекли слезы, и от иконы послышался голос: «Все, все согрешили!».
В 1960 году Перегудова переехала в Барнаул, а в 1972 году уже очищенная икона якобы обновилась сама собой. После того, как Олюшка Темная скончалась в 1982 году, образ находился в доме Глафиры Любицкой, впоследствии принявшей постриг и ставшей игуменией Знаменского женского монастыря в Барнауле. Она также пребывала в Покровском кафедральном соборе Барнаула, где была открыта для поклонения верующих, до того, как 2 июля 1994 года была перенесена в восстановленный храм. В память об этом событии на первое воскресенье июля установлен праздник в её память. 3 июля, после перенесения иконы, в её честь был освящен и восстановленный храм; чин освящения совершил епископ Барнаульский Антоний (Масендич).
В 2017 году началась подготовка материалов для прославления Ольги Перегудовой в лике святых.

## Современность
Казанский приход в Коробейниково был преобразован в мужской Богородице-Казанский монастырь решением Священного синода РПЦ 22 июля 1994 года. Ежегодно в конце июня — начале июля из Барнаула в Коробейниково проходит посвященный иконе крестный ход.
В монастыре, кроме коробейниковской иконы Божей Матери, есть иконы с частицами мощей святителя Иннокентия Иркутского, которому посвящен правый придел Казанского храма, великомученика Пантелеймона, преподобных Сергия Радонежского, Иова и Амфилохия Почаевских, а также ковчеги с частицами мощей многих святых.
В монастыре проживают 18 послушников. Руководит обителью по состоянию на 2020 год игумен Авель (Тысячный). Монастырь имеет собственный огород, гараж с сельскохозяйственной техникой, скотный двор, пекарню, столярную и швейную мастерские. Приезжающим поклониться чудотворной иконе паломникам предоставляется гостиница.